# 第一次田中角榮內閣
第一次田中角榮內閣（日语：／ Daiichiji Tanaka Kakuei Naikaku */?）是日本眾議院議員、自由民主黨總裁田中角榮就任第64任內閣總理大臣（首相）後，自1972年7月7日至1972年12月22日組成的內閣。

## 國務大臣
- 內閣總理大臣 - 田中角榮
- 法務大臣 - 郡祐一
- 外務大臣 - 大平正芳
- 大藏大臣 - 植木庚子郎
- 文部大臣 - 稻葉修
- 厚生大臣 - 鹽見俊二
- 農林大臣 - 足立篤郎
- 通商產業大臣、科學技術廳長官 - 中曾根康弘
- 運輸大臣 - 佐佐木秀世
- 郵政大臣 - 田中角榮（臨時代理）／三池信（1972年7月12日－）
- 勞動大臣 - 田村元
- 建設大臣、近畿圈整備長官、中部圈開發整備長官、國家公安委員會委員長、首都圈整備委員會委員長  - 木村武雄
- 自治大臣、北海道開發廳長官 - 福田一
- 內閣官房長官 - 二階堂進
- 總理府總務長官、沖繩開發廳長官 - 本名武
- 行政管理廳長官 - 濱野清吾
- 防衛廳長官 - 增原惠吉
- 經濟企劃廳長官  - 田中角榮（事務取扱）／有田喜一（1972年7月12日－）
- 環境廳長官 - 小山長規
- 國務大臣 - 三木武夫 （當初無任所、1972年8月29日之後擔任副總理）
  - 內閣法制局長官 - 吉國一郎
  - 內閣官房副長官（政務） - 山下元利
  - 內閣官房副長官（事務） - 後藤田正晴
  - 總理府總務副長官（政務） - 小宮山重四郎
  - 總理府總務副長官（事務） - 栗山廉平

## 外部連結
- 閣僚名單 （页面存档备份，存于）